# Thủy điện Nước Trong
Thủy điện Nước Trong là thủy điện xây dựng trên dòng sông Nước Trong tại vùng đất xã Sơn Bao huyện Sơn Hà, tỉnh Quảng Ngãi, Việt Nam.
Thủy điện Nước Trong có công suất lắp máy 16,5 MW với 3 tổ máy, sản lượng điện hàng năm khoảng 70 triệu kWh, hoàn thành tháng 10/2012 .

## Sông Nước Trong
Sông Nước Trong, tên chính thức là Sông Tang, là phụ lưu của Đăk Đrinh trong hệ thống sông Trà Khúc, chảy ở huyện Sơn Hà tỉnh Quảng Ngãi.
Sông có chiều dài 47 km và diện tích lưu vực là 491 km² .
Đoạn cuối Sông Tang có tên gọi sông Nước Trong, tại làng Lổ xã Sơn Bao sông đổ vào Đăk Đrinh. 15°03′17″B 108°25′11″Đ / 15,054832°B 108,419819°Đ